# Кейп-Рейс
53°04′00″ пн. ш. 46°39′00″ зх. д. / 53.06667° пн. ш. 46.65000° зх. д.
Кейп-Рейс (англ. Cape Race) — мис, розташований на острові Ньюфаундленд у південно-східній частині півострова Авалон. Назва походить від португальського «Raso» (пустеля). На географічних картах вперше з'явився в XVI с.

## Географія
Мис являє собою відкрите вітрам плато, скелі якого височіють над водою на висоті 30 метрів. В середньому місцевість оповита туманом 158 днів протягом року.
Густий туман, скелясті береги і близькість до судноплавних шляхів привели до того, що поблизу мису протягом багатьох років відбувалися аварії кораблів. Найвідомішою з них була загибель колісного пароплава «SS Arctic», який затонув тут у 1854 році.

## Історія
У 1856 році з ініціативи «Trinity House» на мисі був споруджений маяк. У 1907 році чавунна вежа була замінена на залізобетонну. У 1904 році на мисі була встановлена перша ретрансляційна станція бездротового телеграфу. У ніч загибелі «Титаніка» радист Джек Філліпс відправляв на станцію приватні телеграми.